# 黑麦奇案
《黑麦奇案》是阿加莎·克里斯蒂创作的侦探小说，1953年11月9日由柯林斯犯罪俱乐部(Collins Crime Club) 在英国首次出版，次年由Dodd, Mead &amp; Co.在美国出版。该书的标题中的黑麦来自童谣《六便士之歌》。马普尔小姐前往福特斯科家调查一起谋杀，她认识那家的女仆。她与探长尼尔一起工作，直到揭开谜底。

## 情节摘要
当伦敦商人雷克斯·福特斯科在喝完早茶后身亡，苏格兰场侦探督察尼尔领头调查。尸检显示死因是紫杉碱中毒，而对他的夹克口袋里发现装满了黑麦。雷克斯的妻子阿黛尔是这起谋杀案的主要嫌疑人。雷克斯的儿子兰斯洛特声称他和妻子帕特是应父亲的邀请从肯尼亚前往伦敦的。在巴黎，他发电报说他第二天回家。兰斯到家那一天，将妻子留在伦敦，阿黛尔被毒杀，几小时后，女仆格拉迪斯·马丁被发现在院子里被勒死，鼻子上挂着一个衣夹。
在海伊警官的帮助下，尼尔探长全权调查福特斯科家的所有人。大儿子珀西瓦尔告诉督察，他的父亲反复无常毁了生意。三起谋杀案的故事登上报纸后，马普尔小姐前来调查，格拉迪斯曾在马普尔小姐的家中学习家政。雷克斯的嫂子拉姆斯伯顿小姐邀请她留下来。尼尔得知紫杉碱是混在橘子酱中，早餐时放了一罐新的；那个罐子被扔在院子里，被警察找到。当马普尔小姐和尼尔探长讨论这个案子时，她问他是否问过关于黑画眉的问题，因为她看到了整个谋杀似乎刻意模仿了童谣《六便士之歌》。尼尔说从兰斯那里得知，雷克斯曾遭恐吓，家里的桌子上曾被扔了死的黑画眉。
东非黑画眉矿山是由麦肯齐先生发现的，他认为里面有黄金。雷克斯在投资后勘察了这块土地，认为毫无价值，他将麦肯齐留在那里等死并独自返回。麦肯齐夫人随后将丈夫的死归咎于雷克斯，并教她的孩子们为父亲报仇。督察和马普尔小姐都怀疑她的女儿改名后潜伏在周围，因为儿子在战争中丧生。侦探怀疑管家玛丽·多夫，并告诉了她。后来，珀西的妻子詹妮弗·福特斯科告诉马普尔小姐，她是麦肯齐家的女儿。死黑画眉是詹妮弗放的，以点醒他过去的罪行。多夫曾敲诈詹妮弗，尼尔说只要她把钱吐出来就不会控告她。
马普尔小姐向尼尔探长解释了系列谋杀的始末：格拉迪斯，在男友艾伯特·埃文斯的指导下将毒药放入果酱，并将黑麦放在口袋里。格拉迪斯很容易就被埃文斯迷住了，她本来以为只是恶作剧。艾伯特·埃文斯其实是兰斯·福特斯科的化名，他想要黑画眉矿的地契，因为那里已经发现了铀。他导演了他父亲的死，以阻止家产继续流失。他谋杀了继母，因为遗嘱写明她如果活过丈夫30天将继承一大笔钱，接着杀了格拉迪斯灭口。

## 评价
菲利普·约翰·斯特德在1953年12月4日的《泰晤士报》文学副刊中写道，“克里斯蒂小姐的小说属于侦探小说中一个轻松分支；它从不以真实的表现暴力或情感来折磨读者，也不激发读者对人物产生过高的兴趣。犯罪的风格很传统，追求一种智力的锻炼，就好比这个可恶的金融家的凶手只是在开玩笑中下毒。这些人物都是轻巧的杀手。”他总结道：“在本案中，人们可能会感觉到，阴谋的隐藏机制是以牺牲概率为代价的，但故事的讲述却如此自信。”